# برگن (خواننده)
بلگین ساریلمیشر (ترکی استانبولی: Belgin Sarılmışer) شناخته شده با نام هنری برگن (ترکی استانبولی: Bergen)؛ ۱۵ ژوئیهٔ ۱۹۵۸ – ۱۴ اوت ۱۹۸۹) یک موسیقی‌دان و خواننده سبک ارابسک اهل ترکیه بود.

## زندگی
برگن در یک دفتر پست کار می‌کرد، ولی برای دست یافتن به رویای خود از آنجا بیرون آمد و به رویای خود تحقق بخشید و شروع به خوانندگی کرد.  همسر او که مخالف بود با اسید صورت او را سوزاند و منجر به کور شدن چشم راست برگن شد، اما او دست از تلاش برنداشت و با پوشاندن چشم توسط موهایش به کار خود ادامه داد. 
بعدها وقتی همسر او از زندان آزاد شد زمانی که برگن برای تبلیغ آخرین آلبوم در راه بود، در جاده همسر سابق او با شش گلوله او را در سن ۳۱ سالگی در سال ۱۹۸۹ به قتل رساند. موفقیت برگن به خاطر غم صدایش بود که او را خیلی زود در دل مردم جا کرد و بعد ها آهنگهای وی توسط چندین هنرمند مانند سیلان ارتم ، ابرو یاشار ، فوندا آرار ، موازز ارسوی ، ایشین کاراکا و امراه پوشش داده شده است. این هنرمند در حمله اسید پاشی  یک چشم خود را از دست داد و بیشتر بدنش سوخت. برگن در مورد این حادثه چنین گفت:
او می گوید: "در اواخر رابطه مان، شلوار زنانه ای را در خانه پیدا کردم. آن زمان بود که کاملاً ویران شدم و از آدانا به آنکارا گریختم. به محض اینکه متوجه شد فرار کرده ام، دنبال من آمد. سرانجام او مرا در آنجا پیدا کرد. خوابگاهی در ازمیر، او مرا تهدید می‌کرد، چون توجهی نکردم، می‌گفت اسید روی صورتت می‌ریزم، اما من باور نمی‌کردم.